# Scopula inspersata
Scopula inspersata är en fjärilsart som beskrevs av Franz Paula von Schrank 1802. Scopula inspersata ingår i släktet Scopula och familjen mätare. Inga underarter finns listade.